# 長谷川雄一 (ミュージシャン)
長谷川 雄一（はせがわ ゆういち、2002年12月31日 - ）は、日本のキーボーディスト。フュージョンバンド・T-SQUAREのメンバー。愛知県出身。

## 来歴
4歳からクラシックピアノを習い始める。中学生の時に父親の影響でジャズやフュージョンに触れ、T-SQUAREを知った。さまざまなアーティストの曲を聴く中で、特に和泉宏隆の演奏に影響を受け、T-SQUAREや和泉の作品を中心にコピーし始める。名古屋大学情報学部にてコンピュータについての研究を行いながら、T-SQUAREにキーボーディストとして加入。

## T-SQUAREでの活動
2024年8月に丸の内COTTON CLUBで開催されたT-SQUARE新メンバーオーディションファイナルライブに出演、ギタリストである亀山修哉と共にファイナリストに選出されたことが発表された。11月8日には横浜Hey-JOEの再開を記念した公演に「新生T-SQUARE結成前夜バンド」名義で出演。年末の神戸チキンジョージ公演及び東京日本橋三井ホール公演にてアンコールで飛び入り出演、神戸では2019年からサポートキーボーディストとしてライブによって参加している白井アキトと、東京では元キーボーディストの松本圭司と、それぞれ共演した。2025年3月には、T-SQUAREと新日本フィルハーモニー交響楽団（1993年以来32年ぶりの共演）による「CLASSICS&HARMONY」と題したすみだトリフォニーホールの公演にも出演した。
2025年、長年サポートベーシストとして参加していた田中晋吾と、同じくファイナリストであった亀山修哉と共にT-SQUAREに加入。 同年発表のアルバム『TURN THE PAGE!』では楽曲提供も行った。